# Liste des Commonwealth Heritage im Jervis Bay Territory
Die Liste des Commonwealth Heritage listet alle Objekte im Jervis Bay Territory auf, die in die Commonwealth Heritage List aufgenommen wurden. Grundlage der Liste ist der Environment Protection and Biodiversity Conservation Act aus dem Jahr 1999. Bis November 2004 wurden in dem Territorium 4 Stätten in die Liste aufgenommen:
- Jervis Bay Territory
- Christians Minde Settlement, Jervis Bay
- Jervis Bay Botanic Gardens (Booderee Botanic Gardens), Jervis Bay
- Royal Australian Naval College, Jervis Bay